# UNOMIG
A United Nations Observer Mission in Georgia (az általánosan használt rövidítése UNOMIG) az ENSZ egy fegyvertelen, megfigyelő missziója volt Grúziában. Az UNOMIG célja az 1992 – 1994 közötti grúziai polgárháborút lezáró fegyverszünet betartásának, illetve a szakadár Abházia és Dél-Oszétia és Grúzia közötti interakciók felügyelete. A misszió 2009-ben szűnt meg a 2008-as orosz–grúz háború folyományaként, mikor az orosz fél az ENSZ BT-ben nem szavazta meg a határidejének meghosszabbítását. Az utolsó megfigyelők július 15-én hagyták el az országot.

## A misszió felállítása és tevékenysége

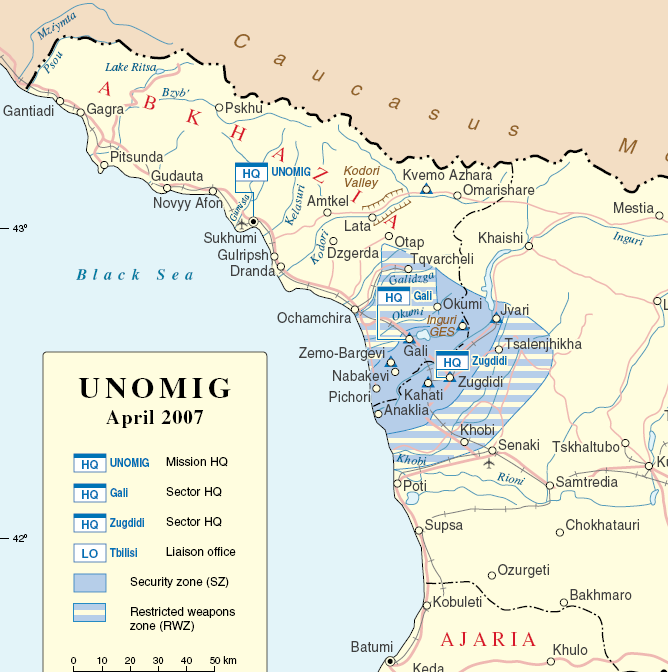
Az UNOMIG misszió hatáskörének térképe.

A Szovjetunió 1991-es felbomlása konfliktusok sorozatához vezetett a kaukázusi régióban. A függetlenedő Grúziában, Örményországban és Azerbajdzsánban az etnikai sokszínűség szeparatista mozgalmak létrejöttéhez és fegyveres összecsapások kibontakozásához vezetett. 1992-ben a grúz kormány katonai alakulatok bevetésével kísérelte meg a dél-oszétiai és abháziai szeparatista mozgalmak elfojtását, az érintett területeken kibontakozó fegyveres ellenállás azonban két évig tartó véres polgárháborúhoz vezetett, melynek során – főként Abházia területén – mindkét fél súlyos atrocitásokat követett el a polgári lakosság ellen is. A polgárháborút végül Oroszország beavatkozása zárta le, mely 1993 szeptemberében az abház oldalon nehéztüzérséggel és légierővel felvonulva kivívta Abházia és Dél-Oszétia de facto függetlenségét. A konfliktust 1994-ben lezáró fegyverszünet értelmében a FÁK égisze alatt mintegy 3000 orosz katona – hivatalosan békefenntartóként – vonult be Abháziába.
Az ENSZ missziót még a konfliktus alatt, 1993 augusztusában állították fel az ENSZ BT 858-as számú határozata alapján, mely 88 fegyvertelen megfigyelő küldését rendelte el a konfliktusos övezetbe. A konfliktus végleges lezárását követően, 1994 júliusában a megfigyelők létszámát 136-ra emelték. Míg a békefenntartó feladatokat továbbra is a fegyveres orosz katonák látták el, a megfigyelők elsődleges feladata a fegyverszünet betartásának felügyelete volt. Ez magában foglalta a fegyveres csapatmozgások állandó megfigyelését (beleértve az orosz csapatmozgások ellenőrzését is), mely rendszeres őrjáratozásokat is jelentett a vitatott hovatartozású Kodori Völgybe, illetve a nehézfegyverzetre vonatkozó korlátozások betartásának ellenőrzését. 1994-et követően négy műveleti központot állítottak fel, ebből kettő a tulajdonképpeni Grúzia területén (Tbiliszi és Zugdidi) és kettő Abháziában helyezkedett el (Szuhumi és Gali).
2009-es megszűnésekor 133 katonai megfigyelő, 19 ENSZ rendőr 180 helyi polgári alkalmazott teljesített szolgálatot a misszió keretében. Katonai megfigyelőkkel 25 ország képviseltette magát: Albánia, Ausztria, Banglades, Csehország, Horvátország, Dánia, Egyiptom, Franciaország, Németország, Görögország, Magyarország, Indonézia, Jordánia, Lengyelország, Pakisztán, Dél-Korea, Románia, Oroszország, Svédország, Svájc, Törökország, Ukrajna, Egyesült Királyság, Amerikai Egyesült Államok és Uruguay. Az ENSZ rendőrök 9 országból érkeztek: Csehország, Németország, Ghána, Fülöp-szigetek, Lengyelország, Oroszország, Svédország, Svájc és Ukrajna.
A misszió lezárására a 2008-as orosz–grúz háború folyományaként került sor, mikor a kiújult harcok következtében az orosz békefenntartók kivonultak a területről és helyüket a reguláris orosz csapatok vették át, akik támadásba lendültek Grúzia ellen. A háború alatt – abház polgári lakosok részéről – atrocitás érte a Galiban állomásozó ENSZ parancsnokságot is. A fegyveres konfliktus kirobbanása nyilvánvalóvá tette az ENSZ kudarcát is, így ezzel is magyarázható, hogy 2009-ben az ENSZ BT-ben Oroszország megvétózta a misszió meghosszabbításának tervezetét. AZ utolsó ENSZ megfigyelők 2009 júliusában hagyták el az országot.

## Veszteségek
A misszió egyetlen veszteségét 2001. október 8-án szenvedte el, amikor ismeretlen fegyveresek lelőtték az UNIMOG Kodori Völgy felett járőröző Mi-8-as helikopterét. Az incidensben életét vesztette a helikopter három főnyi személyzete és a hat utas, köztük a misszió parancsnok-helyettese, Török László ezredes (a további 5 fő ukrán állampolgárságú volt). A gép lelövésével a grúz és orosz kormány egymást vádolták meg, az abház illetékesek szerint a merénylők grúz és csecsen "terroristák" voltak, akik a kodori öbölben állandó rajtütéseket hajtottak végre orosz és abház célpontok ellen is.